# Veade

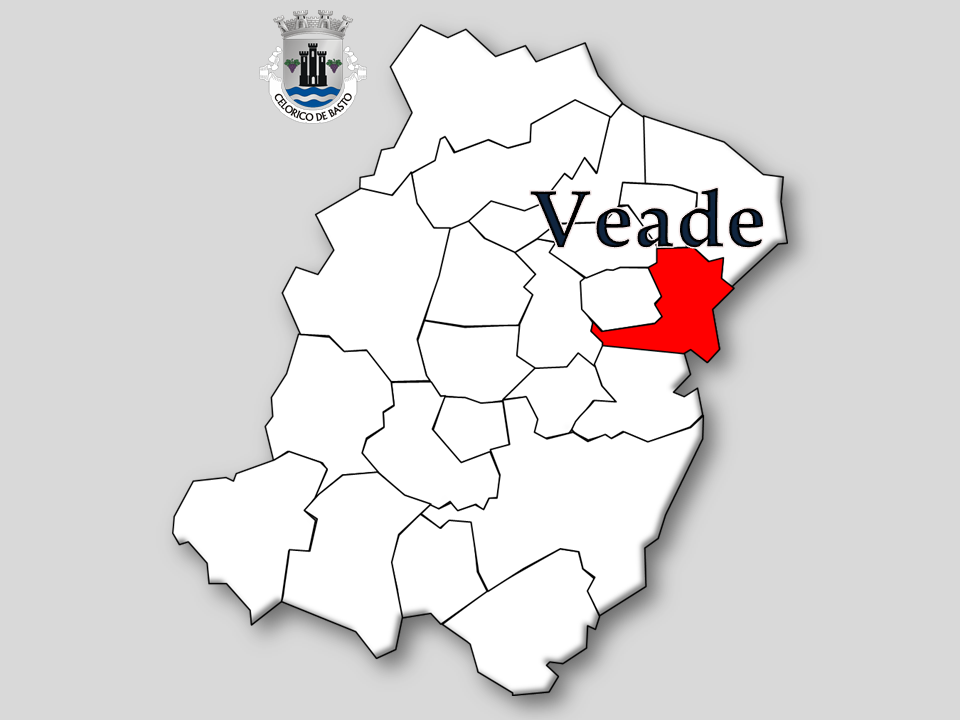
Localização da Freguesia de Veade no Município de Celorico de Basto

Veade é uma localidade portuguesa do Município de Celorico de Basto que foi sede da extinta Freguesia de Veade, freguesia que tinha 5,51 km² de área e 714 habitantes (2011), e, por isso, uma densidade populacional de 129,6 hab/km². Com as vizinhas localidades de Gagos e Molares forma a vila de Fermil de Basto.
A Freguesia de Veade foi extinta em 2013, no âmbito de uma reforma administrativa nacional, tendo sido agregada às freguesias de Gagos e Molares para formar uma nova freguesia denominada União das Freguesias de Veade, Gagos e Molares da qual é a sede.
Entre os lugares da Freguesia de Veade contavam-se os de Águas Férreas, Aldeia, Boavista, Boucelha, Boucinha, Calçadas, Calvário, Caniço, Cerdeiro, Cortes, Cruz das Almas, Escoivo, Favais, Igreja, Levada, Lordelo, Moinhos, Outeiro, Peneirinhos, Ponte, Portas, Queijos, Renda, Residência, Rua, Nova, Santa Cristina, Tornadouro, Vale de Água e Veade. Alguns destes lugares partilham parte do seu território simultaneamente com Gagos e com Molares.

## População
| População da freguesia de Veade (1864 – 2011) | População da freguesia de Veade (1864 – 2011) | População da freguesia de Veade (1864 – 2011) | População da freguesia de Veade (1864 – 2011) | População da freguesia de Veade (1864 – 2011) | População da freguesia de Veade (1864 – 2011) | População da freguesia de Veade (1864 – 2011) | População da freguesia de Veade (1864 – 2011) | População da freguesia de Veade (1864 – 2011) | População da freguesia de Veade (1864 – 2011) | População da freguesia de Veade (1864 – 2011) | População da freguesia de Veade (1864 – 2011) | População da freguesia de Veade (1864 – 2011) | População da freguesia de Veade (1864 – 2011) | População da freguesia de Veade (1864 – 2011) |
| --------------------------------------------- | --------------------------------------------- | --------------------------------------------- | --------------------------------------------- | --------------------------------------------- | --------------------------------------------- | --------------------------------------------- | --------------------------------------------- | --------------------------------------------- | --------------------------------------------- | --------------------------------------------- | --------------------------------------------- | --------------------------------------------- | --------------------------------------------- | --------------------------------------------- |
| 1864                                          | 1878                                          | 1890                                          | 1900                                          | 1911                                          | 1920                                          | 1930                                          | 1940                                          | 1950                                          | 1960                                          | 1970                                          | 1981                                          | 1991                                          | 2001                                          | 2011                                          |
| 667                                           | 706                                           | 752                                           | 781                                           | 833                                           | 794                                           | 765                                           | 878                                           | 1 074                                         | 966                                           | 945                                           | 961                                           | 796                                           | 707                                           | 714                                           |

## Património
- Igreja Paroquial de Veade;
- Casa da Boavista (Veade), incluindo o jardim e os seus elementos decorativos;
- Casa do Outeiro.